# Discestra glauvaria
Discestra glauvaria är en fjärilsart som beskrevs av Walker 1860. Discestra glauvaria ingår i släktet Discestra och familjen nattflyn. Inga underarter finns listade i Catalogue of Life.